# Deux Jours avec mon père

Deux Jours avec mon père est un film suisse réalisé par Anne Gonthier et sorti en 2014.

## Synopsis
Un vieil homme, gravement malade mais refusant d'attendre sa mort, s'échappe de l'hôpital pour rejoindre la montagne. Son fils se lance à sa poursuite et le rejoint.

## Fiche technique
- Titre anglais : Two Days With My Father
- Titre allemand : Zwei Tage mit meinem Vater
- Réalisation : Anne Gonthier
- Scénario : Anne Gonthier
- Producteur : Pierre-André Thiébaud
- Image : Séverine Barde
- Musique: Vincent Ségal
- Costumes: Françoise Nicolet
- Durée : 80 minutes
- Date de sortie : septembre 2014

## Distribution
- Jean-Pierre Gos : Robert
- Isabelle Caillat : Marie
- Stefan Kollmuss : Michel